# Gottfried Dossing
Gottfried Dossing (* 7. August 1906 in Lindern; † 24. September 1997 in Aachen) war ein deutscher römisch-katholischer Prälat und Hauptgeschäftsführer von Misereor (1959–1976).

## Leben
Gottfried Dossing studierte nach dem Abitur am Couvengymnasium in Aachen Theologie und Philosophie am Priesterseminar Aachen und empfing 1934 die Priesterweihe des Bistums Aachen. Er war Gruppenführer beim „Bund Neudeutschland“, einem Teil der katholischen Jugendbewegung die 1939 von den Nationalsozialisten verboten wurde. Er war von 1939 bis 1959 beim Päpstlichen Werk der Glaubensverbreitung (missio), zuletzt als dessen Generalsekretär, tätig. 
Nach Gründung des Bischöflichen Hilfswerkes Misereor durch Josef Kardinal Frings mit Unterstützung durch Alfons Erb von Pax Christi 1958 wurde Dossing zunächst Leiter der Aktion Misereor, ab 1959 der erste Hauptgeschäftsführer von Misereor. 1976 ging er in den Ruhestand, war aber weiterhin Beiratsmitglied bei Misereor.
Gottfried Dossing engagierte sich für zahlreiche soziale Projekte und die Christen im Heiligen Land. Er war Mitglied des Deutschen Vereins vom Heiligen Lande. 1976 wurde er von Kardinal-Großmeister Maximilien Kardinal de Fürstenberg zum Ritter des Päpstlichen Ritterordens vom Heiligen Grab zu Jerusalem ernannt und am 8. Mai 1976 im Trierer Dom durch Franz Hengsbach, Großprior der deutschen Statthalterei, investiert. Zuletzt war er Komtur (Offizier) des Päpstlichen Laienordens. 
Für seine Arbeit wurde er mehrfach ausgezeichnet.

## Ehrungen und Auszeichnungen
- Verdienstkreuz 1. Klasse des Verdienstordens der Bundesrepublik Deutschland (1966)
- Ritter vom Heiligen Grab (1976); Rangerhöhung zum Komtur (Offizier)
- Ernennung zum Ehrendomherr in Aachen (1984)
- Ernennung zum Päpstlichen Ehrenprälaten durch Papst Paul VI.
- Ehrenbürger von Bethlehem
- Ehrendoktorwürde der Sogang University in Seoul
- Großes Verdienstkreuz des Verdienstordens der Bundesrepublik Deutschland (1972)
- Großes Verdienstkreuz mit Stern des Verdienstordens der Bundesrepublik Deutschland (1976)
- Namensgeber des Gottfried-Dossing-Platzes in Aachen (2006)[3]

## Schriften
- zusammen mit Joseph Peters: Wegweiser für Missionsordensberufe. Naumann, Göttingen 1948.
- Die Katholischen Missionen. Priester-Missionsbund, Aachen 1957.